# Petalcingo
Petalcingo är en ort i Mexiko.   Den ligger i kommunen Tila och delstaten Chiapas, i den sydöstra delen av landet, 800 km öster om huvudstaden Mexico City. Petalcingo ligger 740 meter över havet och antalet invånare är 6 274.
Terrängen runt Petalcingo är kuperad åt nordost, men åt sydväst är den bergig. Petalcingo ligger nere i en dal som går i öst-västlig riktning. Runt Petalcingo är det ganska tätbefolkat, med 67 invånare per kvadratkilometer. Närmaste större samhälle är Yajalón, 10,6 km sydost om Petalcingo. I omgivningarna runt Petalcingo växer i huvudsak städsegrön lövskog.